# Olympische Sommerspiele 2024/Leichtathletik – Siebenkampf (Frauen)
Der Siebenkampf der Frauen bei den Olympischen Spielen 2024 in Paris wurde am 8. und 9. August im Stade de France ausgetragen. Olympiasiegerin wurde die Belgierin Nafissatou Thiam.

## Ergebnisse

### 100 m Hürden
Wind:
Lauf 1: +0,1 m/s, Lauf 2: 0,0 m/s, Lauf 3: −0,1 m/s
Die Deutsche Sophie Weißenberg verletzte sich beim Aufwärmen und musste sich vom Wettkampf zurückziehen.
| Rang | Lauf | Athletin                  | Nation             | Zeit    | Punkte | Anmerkung |
| ---- | ---- | ------------------------- | ------------------ | ------- | ------ | --------- |
| 1    | 3    | Annik Kälin               | Schweiz            | 12,87 s | 1144   | PB        |
| 2    | 3    | Taliyah Brooks            | Vereinigte Staaten | 13,00 s | 1124   | SB        |
| 3    | 3    | Noor Vidts                | Belgien            | 13,10 s | 1109   | PB        |
| 4    | 3    | Martha Araújo             | Kolumbien          | 13,15 s | 1102   |           |
| 5    | 3    | Chari Hawkins             | Vereinigte Staaten | 13,16 s | 1100   |           |
| 6    | 1    | Adrianna Sułek-Schubert   | Polen              | 13,32 s | 1077   | SB        |
| 7    | 3    | Anna Hall                 | Vereinigte Staaten | 13,36 s | 1071   |           |
| 8    | 1    | Katarina Johnson-Thompson | Großbritannien     | 13,40 s | 1065   | SB        |
| 9    | 3    | Sveva Gerevini            | Italien            | 13,40 s | 1065   |           |
| 10   | 2    | Emma Oosterwegel          | Niederlande        | 13,41 s | 1063   | SB        |
| 11   | 2    | Carolin Schäfer           | Deutschland        | 13,42 s | 1062   |           |
| 12   | 2    | Camryn Newton-Smith       | Australien         | 13,46 s | 1056   |           |
| 13   | 2    | Anouk Vetter              | Niederlande        | 13,49 s | 1052   |           |
| 14   | 1    | Jade O’Dowda              | Großbritannien     | 13,53 s | 1046   | SB        |
| 15   | 3    | Auriana Lazraq-Khlass     | Frankreich         | 13,54 s | 1044   |           |
| 16   | 2    | Nafissatou Thiam          | Belgien            | 13,56 s | 1041   |           |
| 17   | 1    | Sofie Dokter              | Niederlande        | 13,57 s | 1040   | SB        |
| 18   | 1    | Xénia Krizsán             | Ungarn             | 13,61 s | 1034   | SB        |
| 19   | 2    | Saga Vanninen             | Finnland           | 13,61 s | 1034   |           |
| 20   | 1    | Tori West                 | Australien         | 13,62 s | 1033   | PB        |
| 21   | 1    | Rita Nemes                | Ungarn             | 13,82 s | 1004   |           |
| 22   | 1    | Kate O’Connor             | Irland             | 14,08 s | 967    |           |
|      | 2    | Sophie Weißenberg         | Deutschland        | DNS     |        |           |

### Hochsprung
- o = Höhe übersprungen
- x = Höhe nicht übersprungen
- – = Höhe ausgelassen

| Rang | Gr. | Athletin                  | Nation             | Höhe (in m) | Höhe (in m) | Höhe (in m) | Höhe (in m) | Höhe (in m) | Höhe (in m) | Höhe (in m) | Höhe (in m) | Höhe (in m) | Höhe (in m) | Höhe (in m) | Höhe (in m) | Höhe (in m) | Höhe (in m) | Höhe (in m) | Punkte | Anm. | Gesamt | Gesamt |
| Rang | Gr. | Athletin                  | Nation             | 1,56        | 1,59        | 1,62        | 1,65        | 1,68        | 1,71        | 1,74        | 1,77        | 1,80        | 1,83        | 1,86        | 1,89        | 1,92        | 1,95        | Höhe (in m) | Punkte | Anm. | Punkte | Rang   |
| ---- | --- | ------------------------- | ------------------ | ----------- | ----------- | ----------- | ----------- | ----------- | ----------- | ----------- | ----------- | ----------- | ----------- | ----------- | ----------- | ----------- | ----------- | ----------- | ------ | ---- | ------ | ------ |
| 1    | B   | Nafissatou Thiam          | Belgien            | –           | –           | –           | –           | –           | –           | –           | –           | o           | –           | o           | o           | o           | xxx         | 1,92        | 1132   |      | 2173   | 2      |
| 2    | B   | Katarina Johnson-Thompson | Großbritannien     | –           | –           | –           | –           | –           | –           | –           | o           | o           | o           | xo          | xo          | xxo         | xxx         | 1,92        | 1132   | SB   | 2197   | 1      |
| 3    | B   | Anna Hall                 | Vereinigte Staaten | –           | –           | –           | –           | –           | o           | o           | o           | xo          | o           | xo          | xo          | xxx         |             | 1,89        | 1093   | SB   | 2164   | 3      |
| 4    | B   | Sofie Dokter              | Niederlande        | –           | –           | –           | –           | –           | o           | o           | o           | o           | xxo         | xo          | xxr         |             |             | 1,86        | 1054   | SB   | 2094   | 5      |
| 5    | B   | Noor Vidts                | Belgien            | –           | –           | –           | –           | o           | o           | o           | o           | xxo         | o           | xxx         |             |             |             | 1,83        | 1016   |      | 2125   | 4      |
| 6    | B   | Jade O’Dowda              | Großbritannien     | –           | –           | –           | –           | o           | o           | o           | o           | o           | xxx         |             |             |             |             | 1,80        | 978    |      | 2024   | 9      |
| 7    | B   | Camryn Newton-Smith       | Australien         | –           | –           | –           | o           | o           | o           | o           | xxo         | o           | xxx         |             |             |             |             | 1,80        | 978    |      | 2034   | 8      |
| 8    | B   | Taliyah Brooks            | Vereinigte Staaten | –           | –           | –           | –           | –           | o           | o           | xo          | xxx         |             |             |             |             |             | 1,77        | 941    |      | 2065   | 6      |
| 8    | B   | Adrianna Sułek-Schubert   | Polen              | –           | –           | –           | –           | –           | o           | o           | xo          | xxx         |             |             |             |             |             | 1,77        | 941    |      | 2018   | 10     |
| 10   | A   | Kate O’Connor             | Irland             | –           | –           | o           | o           | o           | o           | o           | xxo         | xxr         |             |             |             |             |             | 1,77        | 941    | SB   | 1908   | 19     |
| 11   | A   | Xénia Krizsán             | Ungarn             | –           | –           | o           | o           | o           | xo          | o           | xxo         | xxr         |             |             |             |             |             | 1,77        | 941    | SB   | 1975   | 11     |
| 11   | A   | Rita Nemes                | Ungarn             | –           | –           | –           | o           | o           | xo          | o           | xxo         | xxx         |             |             |             |             |             | 1,77        | 941    |      | 1945   | 16     |
| 13   | A   | Annik Kälin               | Schweiz            | –           | –           | o           | o           | o           | o           | o           | xxx         |             |             |             |             |             |             | 1,74        | 903    | SB   | 2047   | 7      |
| 14   | B   | Saga Vanninen             | Finnland           | –           | –           | o           | o           | xo          | o           | o           | xxx         |             |             |             |             |             |             | 1,74        | 903    |      | 1937   | 17     |
| 14   | A   | Anouk Vetter              | Niederlande        | –           | –           | –           | xo          | o           | o           | o           | xxx         |             |             |             |             |             |             | 1,74        | 903    | SB   | 1955   | 15     |
| 16   | B   | Sveva Gerevini            | Italien            | –           | –           | o           | o           | o           | xxo         | xo          | xxx         |             |             |             |             |             |             | 1,74        | 903    |      | 1968   | 13     |
| 17   | A   | Emma Oosterwegel          | Niederlande        | –           | –           | o           | o           | xxo         | xo          | xo          | xxx         |             |             |             |             |             |             | 1,74        | 903    | SB   | 1966   | 14     |
| 18   | A   | Carolin Schäfer           | Deutschland        | –           | –           | –           | o           | o           | o           | xxx         |             |             |             |             |             |             |             | 1,71        | 867    |      | 1929   | 18     |
| 18   | A   | Tori West                 | Australien         | –           | –           | –           | –           | o           | o           | xxx         |             |             |             |             |             |             |             | 1,71        | 867    |      | 1900   | 20     |
| 20   | A   | Martha Araújo             | Kolumbien          | o           | o           | o           | o           | xo          | o           | xxx         |             |             |             |             |             |             |             | 1,71        | 867    |      | 1969   | 12     |
| 21   | A   | Auriana Lazraq-Khlass     | Frankreich         | –           | –           | –           | o           | o           | xxx         |             |             |             |             |             |             |             |             | 1,68        | 830    |      | 1874   | 21     |
|      | B   | Chari Hawkins             | Vereinigte Staaten | –           | –           | –           | –           | –           | xxx         |             |             |             |             |             |             |             |             | NM          | 0      |      | 1100   | 22     |
|      | B   | Sophie Weißenberg         | Deutschland        | DNS         | DNS         | DNS         | DNS         | DNS         | DNS         | DNS         | DNS         | DNS         | DNS         | DNS         | DNS         | DNS         | DNS         | DNS         | DNS    | DNS  | DNS    |        |

### Kugelstoßen
| Rang | Gruppe | Athletin                  | Nation             | Versuch | Versuch | Versuch | Weite   | Punkte | Anmerkung | Gesamt | Gesamt |
| Rang | Gruppe | Athletin                  | Nation             | 1       | 2       | 3       | Weite   | Punkte | Anmerkung | Punkte | Rang   |
| ---- | ------ | ------------------------- | ------------------ | ------- | ------- | ------- | ------- | ------ | --------- | ------ | ------ |
| 1    | B      | Nafissatou Thiam          | Belgien            | x       | 15,20 m | 15,54 m | 15,54 m | 897    | SB        | 3070   | 1      |
| 2    | B      | Anouk Vetter              | Niederlande        | 13,88 m | 14,04 m | 15,07 m | 15,07 m | 866    |           | 2821   | 8      |
| 3    | B      | Noor Vidts                | Belgien            | 14,34 m | 14,23 m | 14,57 m | 14,57 m | 832    |           | 2957   | 4      |
| 4    | A      | Emma Oosterwegel          | Niederlande        | 13,28 m | 14,54 m | 14,46 m | 14,54 m | 830    | PB        | 2796   | 10     |
| 5    | A      | Katarina Johnson-Thompson | Großbritannien     | 13,38 m | 12,65 m | 14,44 m | 14,44 m | 823    | PB        | 3020   | 2      |
| 6    | B      | Saga Vanninen             | Finnland           | 13,98 m | 14,19 m | 13,67 m | 14,19 m | 807    |           | 2744   | 18     |
| 7    | A      | Martha Araújo             | Kolumbien          | 14,15 m | 13,68 m | 13,69 m | 14,15 m | 804    | PB        | 2773   | 11     |
| 8    | B      | Anna Hall                 | Vereinigte Staaten | 13,42 m | 14,11 m | x       | 14,11 m | 801    |           | 2965   | 3      |
| 9    | B      | Carolin Schäfer           | Deutschland        | 13,80 m | 13,88 m | 14,02 m | 14,02 m | 795    |           | 2724   | 16     |
| 10   | B      | Annik Kälin               | Schweiz            | 14,02 m | 13,79 m | x       | 14,02 m | 795    |           | 2842   | 6      |
| 11   | A      | Sofie Dokter              | Niederlande        | 12,91 m | 13,97 m | 13,10 m | 13,97 m | 792    | PB        | 2886   | 5      |
| 12   | A      | Adrianna Sułek-Schubert   | Polen              | 13,94 m | x       | x       | 13,94 m | 790    | SB        | 2808   | 9      |
| 13   | A      | Xénia Krizsán             | Ungarn             | 13,89 m | 13,89 m | x       | 13,89 m | 787    |           | 2762   | 13     |
| 14   | B      | Kate O’Connor             | Irland             | 13,79 m | 13,30 m | 13,32 m | 13,79 m | 780    |           | 2688   | 18     |
| 15   | B      | Auriana Lazraq-Khlass     | Frankreich         | 13,69 m | x       | x       | 13,69 m | 773    |           | 2647   | 20     |
| 16   | B      | Rita Nemes                | Ungarn             | 13,64 m | 13,27 m | 13,33 m | 13,64 m | 770    |           | 2715   | 17     |
| 17   | B      | Chari Hawkins             | Vereinigte Staaten | 13,64 m | 13,32 m | 13,01 m | 13,64 m | 770    |           | 1100   | 22     |
| 18   | B      | Taliyah Brooks            | Vereinigte Staaten | 13,58 m | 12,73 m | 12,77 m | 13,58 m | 766    |           | 2831   | 7      |
| 19   | A      | Camryn Newton-Smith       | Australien         | 12,44 m | 13,11 m | 12,53 m | 13,11 m | 735    |           | 2769   | 12     |
| 20   | A      | Jade O’Dowda              | Großbritannien     | x       | 13,05 m | 13,10 m | 13,10 m | 734    |           | 2758   | 14     |
| 21   | A      | Tori West                 | Australien         | 12,52 m | 12,81 m | 12,68 m | 12,81 m | 715    |           | 2615   | 21     |
| 22   | A      | Sveva Gerevini            | Italien            | 12,80 m | 12,20 m | 11,98 m | 12,80 m | 714    | PB        | 2682   | 19     |
|      | A      | Sophie Weißenberg         | Deutschland        | DNS     | DNS     | DNS     | DNS     | DNS    | DNS       | DNS    | DNS    |

### 200 m
Wind:
Lauf 1: +0,2 m/s, Lauf 2: +0,4 m/s, Lauf 3: −0,5 m/s
| Rang | Gruppe | Athletin                  | Nation             | Zeit    | Punkte | Anmerkung | Gesamt | Gesamt |
| Rang | Gruppe | Athletin                  | Nation             | Zeit    | Punkte | Anmerkung | Punkte | Rang   |
| ---- | ------ | ------------------------- | ------------------ | ------- | ------ | --------- | ------ | ------ |
| 1    | 3      | Katarina Johnson-Thompson | Großbritannien     | 23,44 s | 1035   |           | 4055   | 1      |
| 2    | 2      | Sveva Gerevini            | Italien            | 23,58 s | 1021   | PB        | 3703   | 13     |
| 3    | 3      | Sofie Dokter              | Niederlande        | 23,73 s | 1007   |           | 3893   | 5      |
| 4    | 2      | Carolin Schäfer           | Deutschland        | 23,85 s | 995    | SB        | 3719   | 11     |
| 5    | 2      | Noor Vidts                | Belgien            | 23,86 s | 994    |           | 3951   | 4      |
| 6    | 3      | Auriana Lazraq-Khlass     | Frankreich         | 23,87 s | 993    |           | 3640   | 18     |
| 7    | 3      | Annik Kälin               | Schweiz            | 23,88 s | 992    |           | 3834   | 6      |
| 8    | 2      | Anna Hall                 | Vereinigte Staaten | 23,89 s | 991    |           | 3956   | 3      |
| 9    | 3      | Taliyah Brooks            | Vereinigte Staaten | 24,02 s | 979    |           | 3810   | 7      |
| 10   | 1      | Adrianna Sułek-Schubert   | Polen              | 24,20 s | 962    | SB        | 3770   | 8      |
| 11   | 2      | Emma Oosterwegel          | Niederlande        | 24,35 s | 947    | SB        | 3743   | 10     |
| 12   | 3      | Anouk Vetter              | Niederlande        | 24,36 s | 946    |           | 3767   | 9      |
| 13   | 1      | Nafissatou Thiam          | Belgien            | 24,46 s | 937    | SB        | 4007   | 2      |
| 14   | 2      | Martha Araújo             | Kolumbien          | 24,46 s | 937    |           | 3710   | 12     |
| 15   | 2      | Chari Hawkins             | Vereinigte Staaten | 24,49 s | 934    |           | 2804   | 22     |
| 16   | 3      | Tori West                 | Australien         | 24,73 s | 912    |           | 3527   | 21     |
| 17   | 1      | Saga Vanninen             | Finnland           | 24,74 s | 911    | SB        | 3655   | 16     |
| 18   | 2      | Camryn Newton-Smith       | Australien         | 24,76 s | 909    |           | 3678   | 14     |
| 19   | 1      | Kate O’Connor             | Irland             | 24,77 s | 908    | SB        | 3596   | 19     |
| 20   | 1      | Xénia Krizsán             | Ungarn             | 24,92 s | 894    | SB        | 3656   | 15     |
| 21   | 1      | Jade O’Dowda              | Großbritannien     | 24,97 s | 890    |           | 3648   | 17     |
| 22   | 1      | Rita Nemes                | Ungarn             | 25,61 s | 832    |           | 3547   | 20     |
|      | 3      | Sophie Weißenberg         | Deutschland        | DNS     |        |           | DNS    |        |

### Weitsprung
| Rang | Gruppe | Athletin                  | Nation             | Versuch | Versuch | Versuch | Weite  | Punkte | Anmerkung | Gesamt | Gesamt |
| Rang | Gruppe | Athletin                  | Nation             | 1       | 2       | 3       | Weite  | Punkte | Anmerkung | Punkte | Rang   |
| ---- | ------ | ------------------------- | ------------------ | ------- | ------- | ------- | ------ | ------ | --------- | ------ | ------ |
| 1    | B      | Martha Araújo             | Kolumbien          | 6,21 m  | 6,25 m  | 6,61 m  | 6,61 m | 1043   | PB        | 4753   | 7      |
| 2    | B      | Annik Kälin               | Schweiz            | x       | 6,59 m  | 6,41 m  | 6,59 m | 1036   |           | 4870   | 3      |
| 3    | B      | Nafissatou Thiam          | Belgien            | 6,05 m  | 6,41 m  | 6,41 m  | 6,41 m | 978    |           | 4985   | 2      |
| 4    | B      | Noor Vidts                | Belgien            | 6,40 m  | 6,10 m  | 6,16 m  | 6,40 m | 975    |           | 4926   | 4      |
| 5    | B      | Katarina Johnson-Thompson | Großbritannien     | 4,65 m  | 6,04 m  | 6,40 m  | 6,40 m | 975    |           | 5030   | 1      |
| 6    | B      | Jade O’Dowda              | Großbritannien     | 6,33 m  | 6,33 m  | 6,31 m  | 6,33 m | 953    |           | 4601   | 11     |
| 7    | A      | Sofie Dokter              | Niederlande        | 6,26 m  | x       | 6,08 m  | 6,26 m | 930    |           | 4823   | 6      |
| 8    | A      | Adrianna Sułek-Schubert   | Polen              | 6,09 m  | x       | 6,22 m  | 6,22 m | 918    | SB        | 4688   | 12     |
| 9    | B      | Taliyah Brooks            | Vereinigte Staaten | 5,72 m  | x       | 6,15 m  | 6,15 m | 896    |           | 4706   | 10     |
| 10   | B      | Anouk Vetter              | Niederlande        | 6,12 m  | 6,10 m  | 6,12 m  | 6,12 m | 887    |           | 4654   | 21     |
| 11   | B      | Sveva Gerevini            | Italien            | 6,08 m  | x       | 5,94 m  | 6,08 m | 874    |           | 4577   | 15     |
| 12   | A      | Xénia Krizsán             | Ungarn             | x       | 5,86 m  | 6,03 m  | 6,03 m | 859    |           | 4515   | 9      |
| 13   | A      | Anna Hall                 | Vereinigte Staaten | 5,93 m  | 5,80 m  | 5,72 m  | 5,93 m | 828    |           | 4784   | 5      |
| 14   | A      | Chari Hawkins             | Vereinigte Staaten | x       | 5,90 m  | 5,66 m  | 5,90 m | 819    |           | 3623   | 22     |
| 15   | A      | Rita Nemes                | Ungarn             | 5,88 m  | 5,72 m  | 5,84 m  | 5,88 m | 813    |           | 4360   | 19     |
| 16   | B      | Saga Vanninen             | Finnland           | 5,85 m  | 5,82 m  | 4,95 m  | 5,85 m | 804    |           | 4459   | 13     |
| 17   | A      | Kate O’Connor             | Irland             | 5,67 m  | 5,75 m  | 5,79 m  | 5,79 m | 786    |           | 4382   | 14     |
| 18   | A      | Camryn Newton-Smith       | Australien         | 5,41 m  | 5,78 m  | 5,46 m  | 5,78 m | 783    |           | 4461   | 16     |
| 19   | A      | Emma Oosterwegel          | Niederlande        | 5,57 m  | 5,65 m  | 5,68 m  | 5,68 m | 753    |           | 4496   | 8      |
| 20   | B      | Auriana Lazraq-Khlass     | Frankreich         | x       | x       | 5,59 m  | 5,59 m | 726    |           | 4366   | 18     |
| 21   | A      | Carolin Schäfer           | Deutschland        | 5,52 m  | x       | 5,52 m  | 5,52 m | 706    |           | 4425   | 17     |
| 22   | A      | Tori West                 | Australien         | 5,41 m  | 5,39 m  | 5,25 m  | 5,41 m | 674    |           | 4201   | 20     |
|      |        | Sophie Weißenberg         | Deutschland        | DNS     | DNS     | DNS     | DNS    | DNS    |           | DNS    |        |

### Speerwurf
| 1  | B | Nafissatou Thiam          | Belgien            | 54,04 m | x       | 52,56 m | 54,04 m | 939 | SB | 5924 | 1   |     |     |     |  |
| 2  | B | Emma Oosterwegel          | Niederlande        | 51,78 m | 48,97 m | 52,39 m | 52,39 m | 906 |    | 5402 | 8   |     |     |     |  |
| 3  | B | Kate O’Connor             | Irland             | 50,36 m | 50,17 m | 46,63 m | 50,36 m | 867 |    | 5249 | 14  |     |     |     |  |
| 4  | A | Xénia Krizsán             | Ungarn             | 48,19 m | 45,24 m | 49,52 m | 49,52 m | 851 | SB | 5366 | 9   |     |     |     |  |
| 5  | B | Tori West                 | Australien         | 48,79 m | x       | 41,83 m | 48,79 m | 837 |    | 5038 | 20  |     |     |     |  |
| 6  | B | Annik Kälin               | Schweiz            | 48,14 m | 42,37 m | 45,85 m | 48,14 m | 824 | SB | 5694 | 3   |     |     |     |  |
| 7  | A | Saga Vanninen             | Finnland           | 46,81 m | 47,00 m | 46,00 m | 47,00 m | 802 | SB | 5261 | 13  |     |     |     |  |
| 8  | B | Carolin Schäfer           | Deutschland        | 46,45 m | 46,32 m | 45,75 m | 46,45 m | 791 |    | 5216 | 17  |     |     |     |  |
| 9  | A | Anna Hall                 | Vereinigte Staaten | x       | 45,99 m | 44,60 m | 45,99 m | 783 | PB | 5567 | 5   |     |     |     |  |
| 10 | B | Martha Araújo             | Kolumbien          | x       | 40,66 m | 45,67 m | 45,67 m | 776 |    | 5529 | 7   |     |     |     |  |
| 11 | A | Katarina Johnson-Thompson | Großbritannien     | 44,64 m | x       | 45,49 m | 45,49 m | 773 | SB | 5803 | 2   |     |     |     |  |
| 12 | B | Auriana Lazraq-Khlass     | Frankreich         | 43,61 m | 43,25 m | 45,37 m | 45,37   | 771 |    | 5137 | 18  |     |     |     |  |
| 13 | A | Noor Vidts                | Belgien            | 43,54 m | 43,83 m | 45,00 m | 45,00   | 763 | PB | 5689 | 4   |     |     |     |  |
| 14 | A | Camryn Newton-Smith       | Australien         | 38,95 m | 44,77 m | 44,02 m | 44,77   | 759 |    | 5220 | 16  |     |     |     |  |
| 15 | B | Chari Hawkins             | Vereinigte Staaten | 44,30 m | 42,40 m | x       | 44,30 m | 750 |    | 4373 | 21  |     |     |     |  |
| 16 | A | Jade O’Dowda              | Großbritannien     | 44,05 m | 43,38 m | 41,94 m | 44,05 m | 745 | SB | 5346 | 11  |     |     |     |  |
| 17 | A | Rita Nemes                | Ungarn             | 43,64 m | 42,70 m | 42,27 m | 43,64 m | 737 |    | 5097 | 19  |     |     |     |  |
| 18 | B | Sofie Dokter              | Niederlande        | 41,23 m | 42,26 m | 42,46 m | 42,46 m | 715 |    | 5538 | 6   |     |     |     |  |
| 19 | A | Sveva Gerevini            | Italien            | 37,74 m | 39,68 m | 36,30 m | 39,68 m | 661 |    | 5238 | 15  |     |     |     |  |
| 20 | A | Taliyah Brooks            | Vereinigte Staaten | 37,84 m | 38,76 m | 38,22 m | 38,76 m | 644 |    | 5350 | 10  |     |     |     |  |
| 21 | A | Adrianna Sułek-Schubert   | Polen              | 35,60 m | x       | 36,63 m | 36,63 m | 603 |    | 5291 | 12  |     |     |     |  |
|    | B | Anouk Vetter              | Niederlande        | DNS     | DNS     | DNS     | DNS     | DNS |    | DNF  | DNF | DNF | DNF | DNF |  |
|    |   | Sophie Weißenberg         | Deutschland        | DNS     | DNS     | DNS     | DNS     | DNS |    | DNS  |     |     |     |     |  |

### 800 m
| Rang | Gruppe | Athletin                  | Nation             | Zeit        | Punkte | Anmerkung | Gesamt | Gesamt |
| Rang | Gruppe | Athletin                  | Nation             | Zeit        | Punkte | Anmerkung | Punkte | Rang   |
| ---- | ------ | ------------------------- | ------------------ | ----------- | ------ | --------- | ------ | ------ |
| 1    | 2      | Anna Hall                 | Vereinigte Staaten | 2:04,39 min | 1048   | =SB       | 6615   | 5      |
| 2    | 2      | Katarina Johnson-Thompson | Großbritannien     | 2:04,90 min | 1041   | PB        | 6844   | 2      |
| 3    | 2      | Xénia Krizsán             | Ungarn             | 2:06,27 min | 1020   | PB        | 6386   | 7      |
| 4    | 2      | Noor Vidts                | Belgien            | 2:06,38 min | 1018   | PB        | 6707   | 3      |
| 5    | 2      | Emma Oosterwegel          | Niederlande        | 2:08,67 min | 984    | PB        | 6386   | 7      |
| 6    | 1      | Sveva Gerevini            | Italien            | 2:08,84 min | 982    | PB        | 6220   | 13     |
| 7    | 1      | Auriana Lazraq-Khlass     | Frankreich         | 2:09,45 min | 973    | PB        | 6110   | 16     |
| 8    | 1      | Rita Nemes                | Ungarn             | 2:10,10 min | 963    | PB        | 6060   | 18     |
| 9    | 2      | Nafissatou Thiam          | Belgien            | 2:10,62 min | 956    | PB        | 6880   | 1      |
| 10   | 2      | Annik Kälin               | Schweiz            | 2:11,33 min | 945    | PB        | 6639   | 4      |
| 11   | 1      | Adrianna Sułek-Schubert   | Polen              | 2:12,06 min | 935    | SB        | 6226   | 12     |
| 12   | 1      | Jade O’Dowda              | Großbritannien     | 2:12,12 min | 934    |           | 6280   | 10     |
| 13   | 1      | Kate O’Connor             | Irland             | 2:13,25 min | 918    | SB        | 6167   | 14     |
| 14   | 2      | Sofie Dokter              | Niederlande        | 2:13,52 min | 914    |           | 6452   | 6      |
| 15   | 2      | Taliyah Brooks            | Vereinigte Staaten | 2:13,95 min | 908    |           | 6258   | 11     |
| 16   | 1      | Saga Vanninen             | Finnland           | 2:14,36 min | 902    | PB        | 6163   | 15     |
| 17   | 1      | Chari Hawkins             | Vereinigte Staaten | 2:15,76 min | 882    |           | 5255   | 21     |
| 18   | 1      | Carolin Schäfer           | Deutschland        | 2:16,78 min | 868    | SB        | 6084   | 17     |
| 19   | 2      | Martha Araújo             | Kolumbien          | 2:17,55 min | 857    | PB        | 6386   | 7      |
| 20   | 1      | Tori West                 | Australien         | 2:20,97 min | 810    |           | 5848   | 20     |
| 21   | 1      | Camryn Newton-Smith       | Australien         | 2:24,63 min | 762    |           | 5982   | 19     |
|      |        | Anouk Vetter              | Niederlande        | DNS         |        |           | DNF    |        |
|      |        | Sophie Weißenberg         | Deutschland        | DNS         |        |           | DNS    |        |

### Endergebnis
| Rang | Athletin                  | Nation             | 100 m Hürden | Hochsprung  | Kugelstoßen | 200 m        | Weitsprung  | Speerwurf   | 800 m            | Punkte | Anm. |
| ---- | ------------------------- | ------------------ | ------------ | ----------- | ----------- | ------------ | ----------- | ----------- | ---------------- | ------ | ---- |
| 1    | Nafissatou Thiam          | Belgien            | 1041 13,56 s | 1132 1,92 m | 897 15,54 m | 937 24,46 s  | 978 6,41 m  | 939 54,04 m | 956 2:10,62 min  | 6880   | SB   |
| 2    | Katarina Johnson-Thompson | Großbritannien     | 1065 13,40 s | 1132 1,92 m | 823 14,44 m | 1035 23,44 s | 975 6,40 m  | 773 45,49 m | 1041 2:04,90 min | 6844   | SB   |
| 3    | Noor Vidts                | Belgien            | 1109 13,10 s | 1016 1,83 m | 832 14,57 m | 994 23,86 s  | 975 6,40 m  | 763 45,00 m | 1018 2:06,38 min | 6707   | PB   |
| 4    | Annik Kälin               | Schweiz            | 1144 12,87 s | 903 1,74 m  | 795 14,02 m | 992 23,88 s  | 1036 6,59 m | 824 48,14 m | 945 2:11,33 min  | 6639   | NR   |
| 5    | Anna Hall                 | Vereinigte Staaten | 1071 13,36 s | 1093 1,89 m | 801 14,11 m | 991 23,89 s  | 828 5,93 m  | 783 45,99 m | 1048 2:04,39 min | 6615   | SB   |
| 6    | Sofie Dokter              | Niederlande        | 1040 13,57 s | 1054 1,86 m | 792 13,97 m | 1007 23,73 s | 930 6,26 m  | 715 42,46 m | 914 2:13,52 min  | 6452   | PB   |
| 7    | Martha Araújo             | Kolumbien          | 1102 13,15 s | 867 1,71 m  | 804 14,15 m | 937 24,46 s  | 1043 6,61 m | 776 45,67 m | 857 2:17,55 min  | 6386   | AR   |
| 7    | Emma Oosterwegel          | Niederlande        | 1063 13,41 s | 903 1,74 m  | 830 14,54 m | 947 24,35 s  | 753 5,68 m  | 906 52,39 m | 984 2:08,67 min  | 6386   | SB   |
| 7    | Xénia Krizsán             | Ungarn             | 1034 13,61 s | 941 1,77 m  | 787 13,89 m | 894 24,92 s  | 859 6,03 m  | 851 49,52 m | 1020 2:06,27 min | 6386   | SB   |
| 10   | Jade O’Dowda              | Großbritannien     | 1046 13,53 s | 978 1,80 m  | 734 13,10 m | 890 24,97 s  | 953 6,33 m  | 745 44,05 m | 934 2:12,12 min  | 6280   |      |
| 11   | Taliyah Brooks            | Vereinigte Staaten | 1124 13,00 s | 941 1,77 m  | 766 13,58 m | 979 24,02 s  | 896 6,15 m  | 644 38,76 m | 908 2:13,95 min  | 6258   |      |
| 12   | Adrianna Sułek-Schubert   | Polen              | 1077 13,32 s | 941 1,77 m  | 790 13,94 m | 962 24,20 s  | 918 6,22 m  | 603 36,63 m | 935 2:12,06 min  | 6226   | SB   |
| 13   | Sveva Gerevini            | Italien            | 1065 13,40 s | 903 1,74 m  | 714 12,80 m | 1021 23,58 s | 874 6,08 m  | 661 39,68 m | 982 2:08,84 min  | 6220   |      |
| 14   | Kate O’Connor             | Irland             | 967 14,08 s  | 941 1,77 m  | 780 13,79 m | 908 24,77 s  | 786 5,79 m  | 867 50,36 m | 918 2:13,25 min  | 6167   |      |
| 15   | Saga Vanninen             | Finnland           | 1034 13,61 s | 903 1,74 m  | 807 14,19 m | 911 24,74 s  | 804 5,85 m  | 802 47,00 m | 902 2:14,36 min  | 6163   | SB   |
| 16   | Auriana Lazraq-Khlass     | Frankreich         | 1044 13,54 s | 830 1,68 m  | 773 13,69 m | 993 23,87 s  | 726 5,59 m  | 771 45,37 m | 973 2:09,45 min  | 6110   |      |
| 17   | Carolin Schäfer           | Deutschland        | 1062 13,42 s | 867 1,71 m  | 795 14,02 m | 995 23,85 s  | 706 5,52 m  | 791 46,45 m | 868 2:16,78 min  | 6084   | SB   |
| 18   | Rita Nemes                | Ungarn             | 1004 13,82 s | 941 1,77 m  | 770 13,64 m | 832 25,61 s  | 813 5,88 m  | 737 43,64 m | 963 2:10,10 min  | 6060   |      |
| 19   | Camryn Newton-Smith       | Australien         | 1056 13,46 s | 978 1,80 m  | 735 13,11 m | 909 24,76 s  | 783 5,78 m  | 759 44,77 m | 762 2:24,63 min  | 5982   |      |
| 20   | Tori West                 | Australien         | 1033 13,62 s | 867 1,71 m  | 715 12,81 m | 912 24,73 s  | 674 5,41 m  | 837 48,79 m | 810 2:20,97 min  | 5848   |      |
| 21   | Chari Hawkins             | Vereinigte Staaten | 1100 13,16 s | 0 NM        | 770 13,64 m | 934 24,49 s  | 819 5,90 m  | 750 44,30 m | 882 2:15,76 min  | 5255   |      |
|      | Anouk Vetter              | Niederlande        | 1052 13,49 s | 903 1,74 m  | 866 15,07 m | 946 24,36 s  | 887 6,12 m  | DNS         | DNS              | DNF    |      |
|      | Sophie Weißenberg         | Deutschland        | DNS          | DNS         | DNS         | DNS          | DNS         | DNS         | DNS              | DNS    |      |